# Зелёный (остров, губа Ура)
Зелёный — остров в юго-западной части Баренцева моря, губа Ура. В административном отношении входит в состав Кольского района Мурманской области (Россия).

## Описание
Остров Зеленый расположен внутри залива Ура (губа Ура), в 610 метрах от материка в самой ближайшей части острова. Имеет треугольную форму, обращенный вершиной на юг. Расположен к юго-востоку от входа в залив Урица (губа Урица), и к северо-востоку от залива Пахта (бухта). Длина острова составляет порядка 850 м и максимальной ширине 535 м. Самая высокая точка находится в северо-восточной части острова и достигают 72 м высоты над уровнем моря.
На южной части острова находится маяк.

### Соседние острова[5]
- Остров Медведь в 775 м в южном направлении, остров имеет неправильную форму, расположен между заливом Пахта и губой Чан, к северу от устью реки Ура (69°18′03″ с. ш. 32°52′37″ в. д.)
- В северной стороне от острова у входа в залив Ура расположены острова Шалим и Еретик, с множеством окружающих их островков.

## Примечание
1. ↑  Зеленый (№ 0296026) / Реестр наименований географических объектов на территорию Мурманской области // Государственный каталог географических названий / rosreestr.ru.
2. ↑  Wikimapia - Let's describe the whole world! wikimapia.org. Дата обращения: 25 октября 2022. Архивировано 29 января 2015 года.
3. ↑  R. J. Smith, R. G. Bryant. Metal substitutions incarbonic anhydrase: a halide ion probe study // Biochemical and Biophysical Research Communications. — 1975-10-27. — Т. 66, вып. 4. — С. 1281–1286. — ISSN 0006-291X. — doi:10.1016/0006-291x(75)90498-2. Архивировано 12 октября 2020 года.
4. 1 2  Пятисотметровки Кольского, Мурманская область | Кольские Карты. www.kolamap.ru. Дата обращения: 25 октября 2022. Архивировано 25 октября 2022 года.
5. ↑  Wikimapia - Let's describe the whole world! wikimapia.org. Дата обращения: 25 октября 2022. Архивировано 29 января 2015 года.